# Bubnující legionář
Pomník padlých z první světové války se sousoším bubnujícího legionáře od sochaře Josefa Mařatky z roku 1925 se nalézá u kruhového objezdu na křižovatce ulic Čs. Armády a T. G. Masaryka v okresním městě Ústí nad Orlicí. Pomník se sousoším je od roku 1958 chráněn jako nemovitá kulturní památka ČR.

## Popis
V sadu na rohu ulic nad kruhovým objezdem zasazena do svažité parkové úpravy se nalézá monumentální socha „Bubnující legionář“ od sochaře Josefa Mařatky. Socha je postavená na funkcionalistickém podstavci od architekta Jaromíra Krejcara.
Socha představuje postavu bubnujícího legionáře v nadživotní velikosti oděného do francouzské uniformy s legionářským baretem. Legionář má v rukou paličky, přes pravé rameno popruh od bubnu, který opírá o levou nohu. Na zádech má malou brašnu, na levém boku velkou brašnu.
Na podstavci je vpředu umístěn nápis: 
TEĎ – NEBO NIKDY! ÚSTÍ NAD ORLICÍ SVÝM SPOLUOBČANŮM PADLÝM ZA SVOBODU VLASTI 1914 – 1919

Vzadu na podstavci je nápis: 
SOKOL LEGIONÁŘ MUČEDNÍK ANTONÍN JEŽEK NAR. 17. VII. 1894 POPRAVEN U ARCA DNE 22. IX. 1918

Na pravém boku podstavce je vlevo vytesáno: J. MARAŤKA ARCH. J. KREJČAR, na pravé straně: PROV. R. DUCHÁČEK 1926.
Pod sochou byla do podstavce dodatečně vsazena deska obětem druhé světové války, ke které vedou 2 schody.
V roce 2016 byla provedena celková renovace sousoší. 

## Galerie

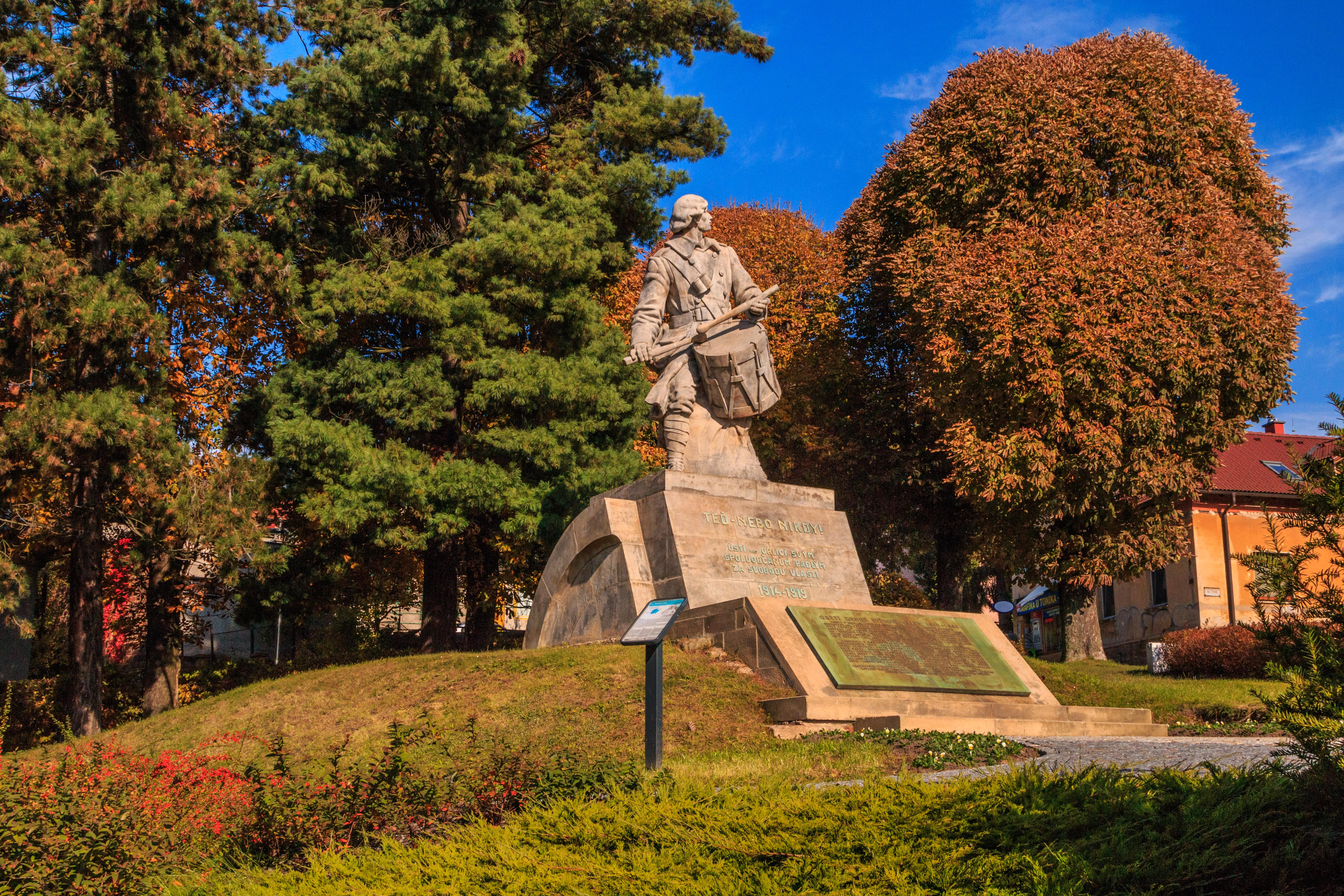
Socha Bubnující legionář v Ústí nad Orlicí
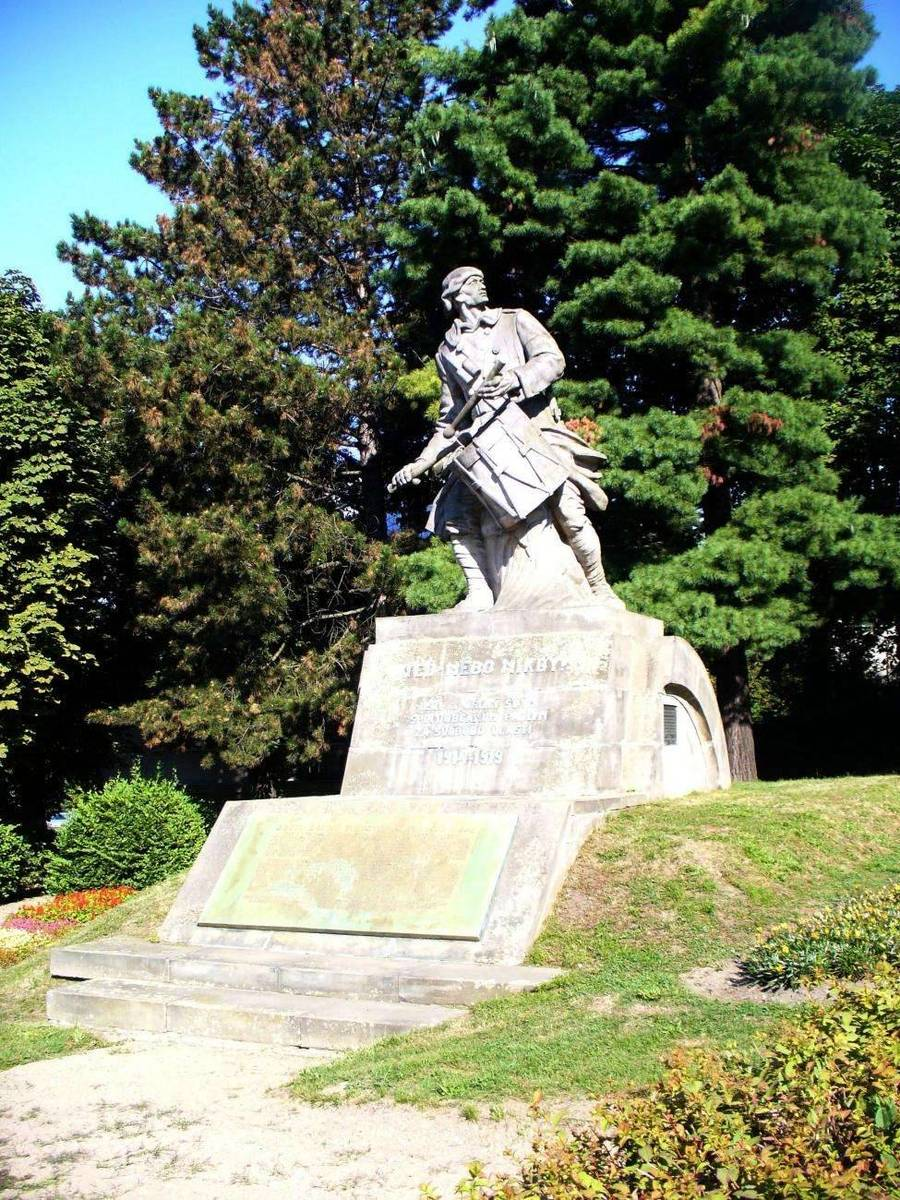
Socha Bubnující legionář v Ústí nad Orlicí
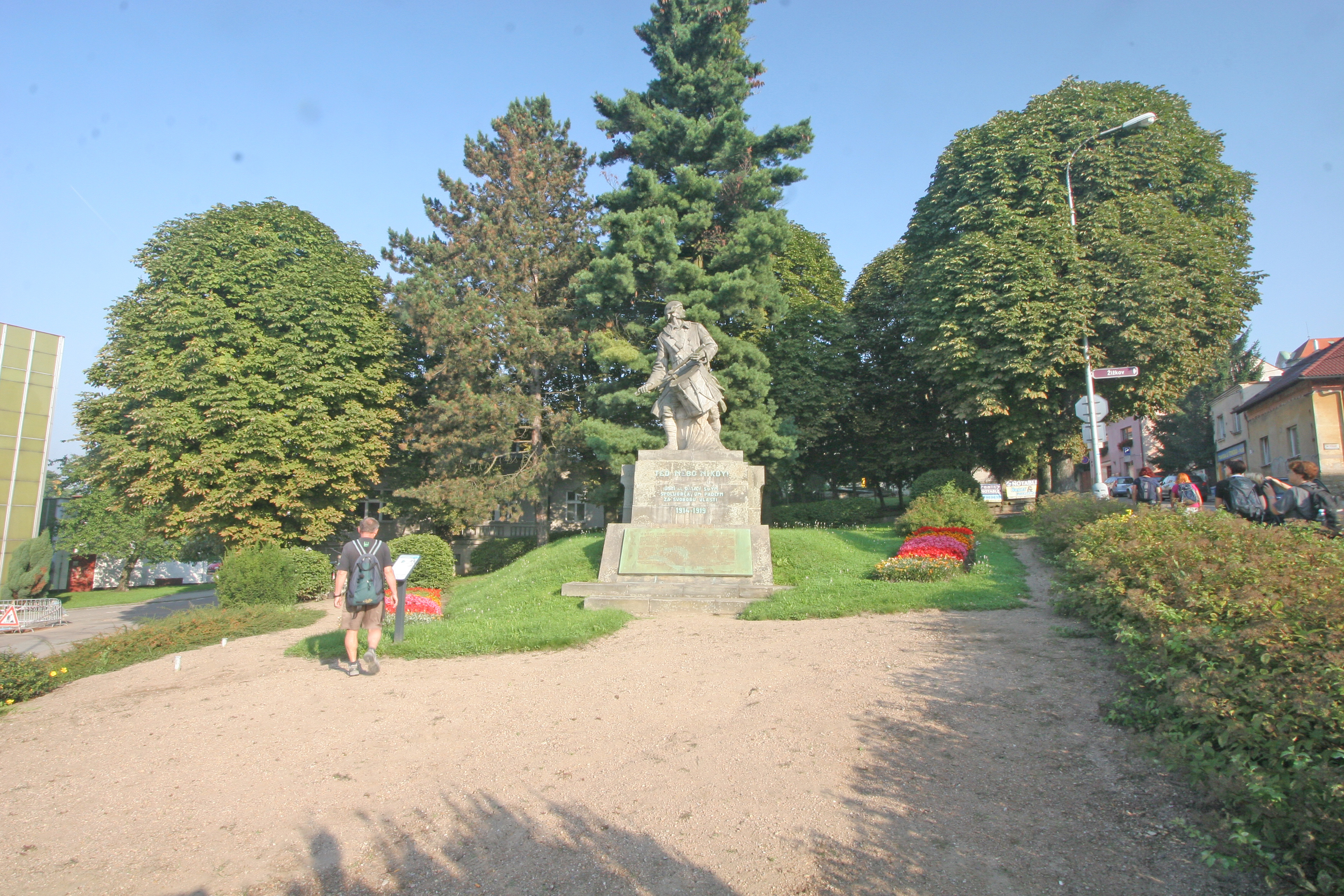
Socha Bubnující legionář v Ústí nad Orlicí
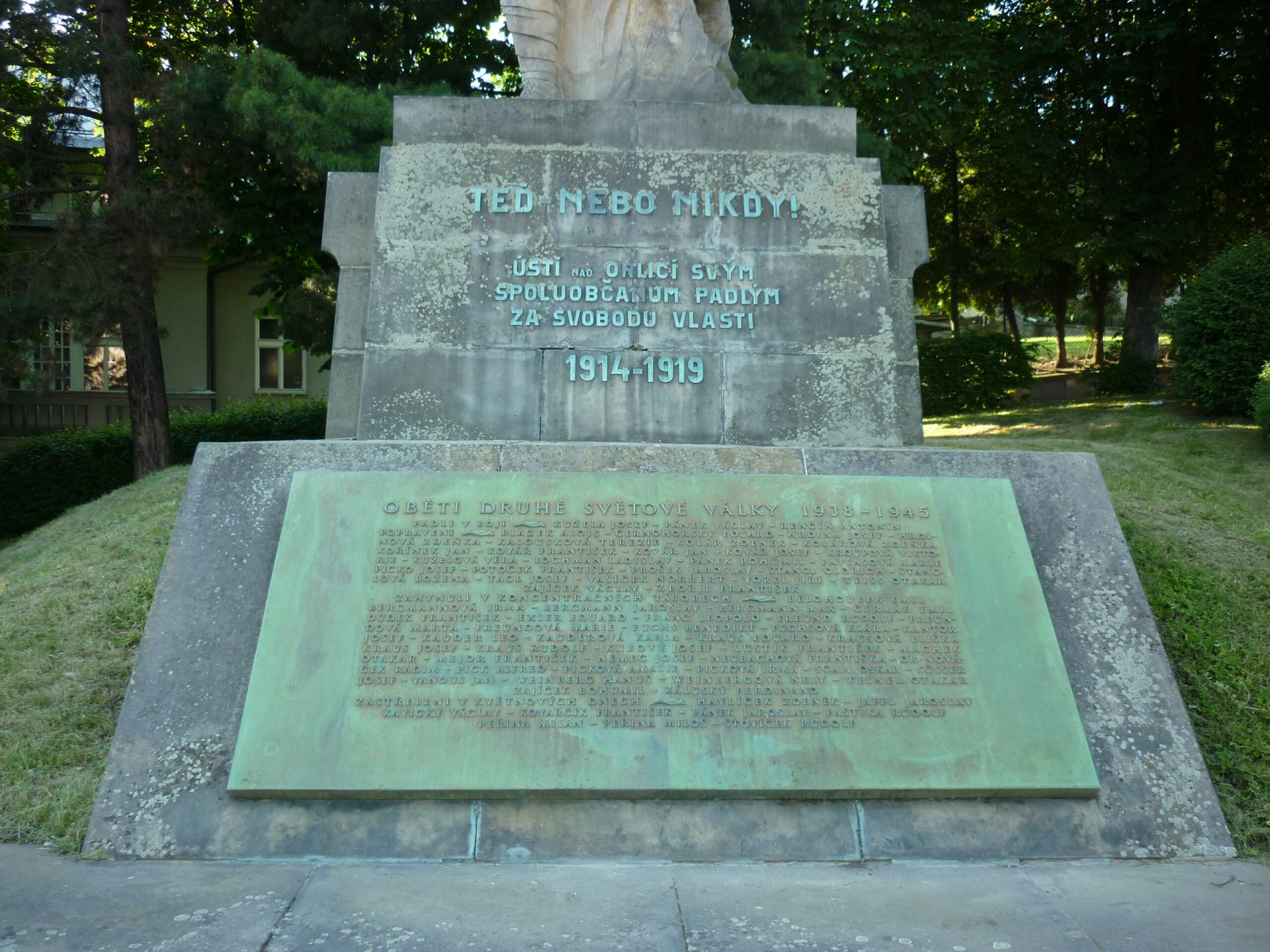
detail podstavce